# Roman Hanus
Roman Hanus (* 7. června 1966) je bývalý český fotbalista, útočník.

## Fotbalová kariéra
Hrál za VTJ Tábor, SK Sigma Olomouc, v Kuvajtu za Kazma SC, po návratu za Bohemians Praha, v Německu za VfR Mannheim, FC 08 Homburg a FC Carl Zeiss Jena. Profesionální kariéru končil v 1. HFK Olomouc. V evropských pohárech nastoupil za Olomouc ve 14 utkáních a dal 3 góly.